# Zaira (rodzaj)
Zaira – rodzaj muchówek z rodziny rączycowatych (Tachinidae).

## Klasyfikacja
Do rodzaju zalicza się następujące gatunki:
- Zaira adscripta Wulp, 1890
- Zaira argentina Townsend, 1931
- Zaira arrisor Reinhard, 1959
- Zaira aurigera Coquillett, 1895
- Zaira calosomae Townsend, 1916
- Zaira cinerea Fallén, 1810
- Zaira duplaris Reinhard, 1964
- Zaira eleodivora Walton, 1918
- Zaira flavipes Thompson, 1968
- Zaira georgiae Brauer & von Bergenstamm, 1891
- Zaira grisea Thompson, 1968
- Zaira infuscata Robineau-Desvoidy, 1863
- Zaira lateralis Curran, 1925
- Zaira leechi Curran, 1932
- Zaira medeola Reinhard, 1961
- Zaira mutabilis Coquillett, 1904
- Zaira neomexicana Townsend, 1892
- Zaira nocturnalis Reinhard, 1930
- Zaira nubecula Wulp, 1890
- Zaira robusta Wulp, 1890
- Zaira sordicolor Townsend, 1891
- Zaira sordida Walker, 1853
- Zaira sublucens Wulp, 1890